# فرج بعد از شدت
فرج بعد از شدت (به عربی: الفرج بعد الشدة) کتابی به زبان عربی نوشته قاضی ابوعلی مُحَسَّن بن علی تَنوخی در قرن سوم هجری مشتمل بر داستان‌هایی از انسان‌های گرفتار است که هریک به نوعی نجات یافته و به آسایش رسیده‌اند. 

## ترجمه و اقتباس‌ها
حکایت‌های فرج بعد از شدت برای بسیاری نویسندگان و شعرا مایه الهام بوده و بسیاری در آثار خود حکایات آن را نقل به مضمون کرده‌اند. مطابق شرح مثنوی بدیع‌الزمان فروزانفر، از بزرگانی که به شدت وامدار این کتاب بوده یکی مولوی است که به کرات حکایت‌های ساده این کتاب را نقل و با شیوه منحصربه‌فرد خود تأویل کرده‌است.
این کتاب، نخستین‌بار توسط محمد عوفی به فارسی ترجمه شد که از آن ترجمه اثری در دست نیست مگر حکایاتی که وی از این کتاب در جوامع الحکایات نقل کرده‌است. ترجمه بعدی فارسی آن، به قلم حسین ابن اسعد دهستانی در قرن هفتم انجام شد که اشعاری فارسی را نیز به آن افزود.
همچنین نویسنده آرژانتینی خورخه لوئیس بورخس، چندین داستان او را به سبکی مدرن بازنویسی کرده و با اینکه چیزی به آن نیفزوده میان داستانهای او به سبک مدرن درآمده‌است.
برخی حکایات این کتاب در مجموعه تلویزیونی هشت‌بهشت به فیلم درآمده‌اند.
انتشار اولیه این کتاب در سال ۱۳۴۵ توسط چاپ اسلامیه بود؛ همچنین توسط انتشارات پیکان و با تصحیح اسماعیل حاکمی والا در سال ۱۳۸۴ به چاپ جدید رسیده‌است.